# كوبيميتينيب
كوبيميتينيب (بالإنجليزية: Cobimetinib)‏ هو دواء يُستعمل في علاج:
- ورم ميلانيني[9]